# Clotilde
Thánh Clotilde (475–545), hay còn gọi là Clothilde, Clotilda, Clotild, Rotilde v.v... (tiếng Latinh Chrodechildis, Chlodechildis trong tiếng Frank *Hrōþihildi hoặc có lẽ là *Hlōdihildi, lẫn "vang danh trong trận đánh", hoặc tiếng Hy Lạp là Moirai Clotho), là người vợ thứ hai của vị vua người Frank Clovis I, và là công chúa của Vương quốc Burgundia, được cho là hậu duệ của vị vua người Goth Aþana-reiks. Sau khi kết hôn vào năm 492, Clotilde và chồng mình đã sáng lập nên triều đại Meroving cai trị suốt hơn 200 năm. Được cả Giáo hội Công giáo Roma cũng như Chính Thống giáo Đông phương sùng kính như một vị thánh, bà là người đã góp phần vào việc cải đạo sang Kitô giáo của Clovis và, vào cuối đời mình, được dân chúng biết đến nhờ việc bố thí và làm từ thiện với lòng thương xót. Bà được cho là nhân vật đã truyền bá Kitô giáo cho thế giới phương Tây.

## Tiểu sử

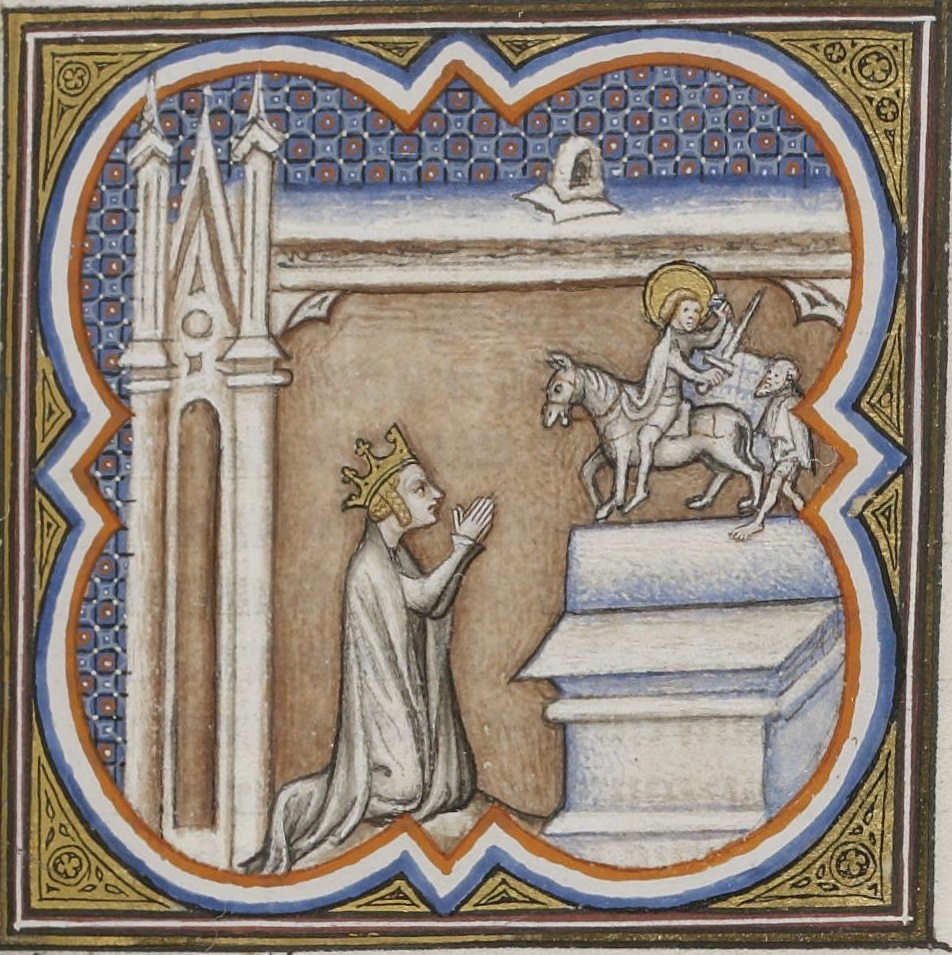
Clotilde đang cầu nguyện (được tô màu lúc đầu)

Clotilde chào đời tại triều đình của người Burgundy ở Lyon, con gái của vua Chilperic II xứ Burgundy. Sau cái chết của thân phụ Chilperic là vua Gondioc vào năm 473, Chilperic cùng hai người em Gundobad và Godegisel đã phân chia lãnh thổ thừa kế của họ; Chilperic II dường như trị vì ở Lyon, Gundobad ở Vienne và Godegesil ở Geneva.
Từ thế kỷ thứ sáu, cuộc hôn nhân của Clovis và Clotilda từng một thời là chủ đề của những câu chuyện sử thi, mà các sự kiện ban đầu đã bị thay đổi rõ rệt và các phiên bản khác nhau được tìm thấy qua tác phẩm của những nhà chép sử biên niên người Frank khác nhau. Theo Gregory thành Tours (538–594), Chilperic II bị hoàng đệ Gundobad giết vào năm 493, và bà vợ của ông thì bị dìm chết bằng một viên đá treo quanh cổ, trong khi hai cô con gái của ông, Chrona vào nhà tu và Clotilde bị lưu đày – tuy vậy, sự phỏng đoán nêu trên về câu chuyện này chỉ là giả mạo mà thôi. Tài liệu của Butler cũng noi theo Gregory.
Sau cái chết của Chilperic, mẹ bà xem ra đã đưa bà về nhà ở cùng với Godegisil tại Geneva, riêng cô con gái khác của bà, Chrona, đã lập nên nhà thờ Thánh-Victor. Ngay sau cái chết của Chilperic, Clovis liền tới hỏi thăm và nắm lấy tay Clotilda. Họ đã kết hôn trong cùng một năm.
Cả hai có với nhau mấy người con sau đây:
- Ingomer (mất lúc sinh năm 494).
- Chlodomer (495–524), Vua người Frank ở Orléans từ năm 511.
- Childebert I (496–558), Vua người Frank ở Paris từ năm 511.
- Chlothar I (497–561), Vua người Frank ở Soissons từ năm 511, Vua toàn thể người Frank từ năm 558.
- Clotilde (500–531), hạ giá lấy Amalaric, Vua người Visigoth.

Clotilde được nuôi dưỡng trong đức tin Công giáo và không ngừng nghỉ cho đến khi chồng bà từ bỏ giáo phái Arius và nguyện đi theo phiên bản Công giáo La Mã của đức tin Kitô giáo. Theo cuốn Historia Francorum (Lịch sử người Frank) của Gregory thành Tours, lúc Clotilde rửa tội cho đứa con đầu lòng của họ thì nó đã chết ngay sau đó. Clovis đã trách mắng bà; nhưng tới khi Chlodomer chào đời, bà khăng khăng đòi rửa tội cho cậu bé. Dù Chlodomer thực sự bị ốm nặng nhưng đã bình phục ít lâu sau. Theo sau là nhiều đứa con khỏe mạnh khác nữa.
Thắng lợi của Clotilde xuất hiện vào năm 496, khi Clovis chuyển sang Công giáo, chịu để cho Giám mục Remigius thành Reims làm lễ rửa tội vào ngày Giáng sinh năm đó. Theo truyền thuyết xưa kia, vào đêm trước trận Tolbiac thảo phạt người Alamanni, Clovis đã cầu nguyện Chúa, thề sẽ rửa tội nếu ông giành lấy phần thắng trên chiến trường. Khi ông đã thực sự chiến thắng, Clovis sẵn sàng theo đức tin này. Nhờ vậy mà Clotilde mới cho xây cất Nhà thờ các Thánh Tông đồ tại kinh thành Paris, về sau được biết đến với tên gọi Tu viện St Genevieve. Sau cái chết của Clovis vào năm 511, bà rút về ẩn cư tại Tu viện St. Martin ở Tours.

## Cuối đời

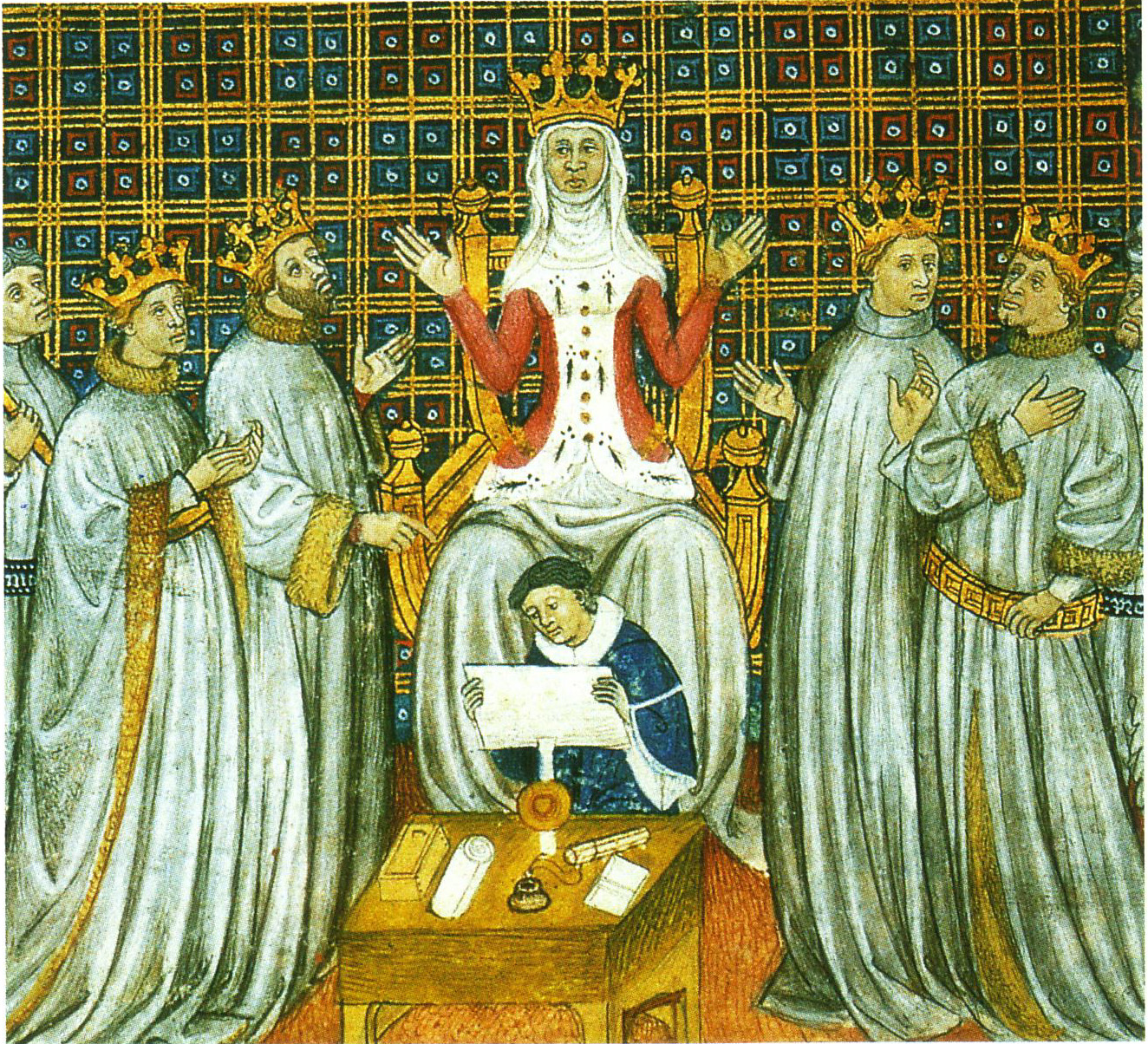
Clotilde và mấy cậu con trai, Grandes Chroniques de Saint-Denis

Năm 523, con trai của Clotilde đã khởi binh chống lại người em họ của bà, vua Sigismund xứ Burgundy, con trai của Gundobad, rồi phế truất và giam cầm Sigismund. Sigismund bị ám sát vào năm sau và thi thể của ông bị quẳng xuống một cái giếng nhằm trả thù mang tính tượng trưng cho cái chết của cha mẹ Clotilde. Gregory thành Tours đã xác nhận – và nhiều người khác làm như vậy – rằng Clotilde đã kích động con trai của mình dùng chiến tranh như một phương tiện để trả thù vụ giết hại cha mẹ bà của Gundobad trong khi những người khác, chẳng hạn như Godefroid Kurth, cảm thấy điều này không được thuyết phục và mang tính ngụy tạo. Sau đó, trưởng nam của bà là Chlodomer đã bị giết trong chiến dịch Burgundy kế tiếp dưới sự lãnh đạo từ người kế thừa của Sigismund là vua Godomar trong trận Vézeronce. Con gái bà, cũng mang tên Clotilde, đã mất vào khoảng thời gian này. Clotilde đã cố gắng trong vô vọng nhằm bảo vệ quyền lợi ngôi vua cho ba đứa cháu trai của bà, con của Chlodomer, chống lại những tham vọng đòi quyền thừa kế từ mấy đứa con còn sống sót của bà là Childebert và Chlothar. Chlothar có hai người con bị giết, trong khi chỉ có Clodoald (Cloud) là trốn thoát được và sau đó theo đuổi nghiệp tu hành. Bà cũng thất bại trong nỗ lực ngăn chặn các cuộc nội chiến giữa đám con cháu.
Sau những thất bại này, Clotilde quyết định cống hiến đời mình cho một cuộc sống thánh thiện. Bà luôn bận rộn với việc xây dựng các nhà thờ và tu viện, thích xa lánh bản thân mình khỏi những cuộc đấu tranh quyền lực trong triều đình. Các nhà thờ gắn liền với tên tuổi bà được đặt tại Laon, và Rouen. Clotilde qua đời năm 544 tại lăng mộ St. Martin thành Tours vì nguyên nhân tự nhiên; bà được chôn cất bên cạnh chồng mình, trong Nhà thờ Thánh Tông đồ (nay là Tu viện St Genevieve).

## Tôn kính
Việc cúng tế Clotilde đã biến bà trở thành người bảo trợ cho các vương hậu, góa phụ, tân nương và những kẻ đi đày. Đặc biệt là ngay tại vùng Normandy bà được dân chúng thờ phụng như là người bảo trợ của kẻ tàn tật, những người phải nếm trải một cái chết bạo lực và những phụ nữ bị người chồng ốm yếu hành hạ. Trong nghệ thuật, bà thường được mô tả là người chủ trì lễ rửa tội cho Clovis, hoặc như là một người cầu khẩn tại lăng mộ Thánh Martin. Một số hình ảnh đẹp của bà vẫn còn lại đến nay, đặc biệt là trong cửa sổ kính màu thế kỷ 16 tại Andelys. Di tích của bà tồn tại qua cuộc Cách mạng Pháp, và được đem cất tại Église Saint-Leu-Saint-Gilles ở Paris.
Clotilde là vị thánh bảo trợ của Les Andelys, Normandy. Năm 511, Bà đã thành lập một tu viện dành cho các thiếu nữ của giới quý tộc ở đó, về sau bị người Norman phá hủy vào năm 911. Đây là nơi đã xây cất nên Nhà thờ Giáo đoàn Nữ, trong đó có một bức tượng của Thánh Clotilde. Cũng tại Les Andelys là Đài phun nước của Thánh Clotilde mà dòng nước của nó được dân chúng truyền tụng có thể chữa lành bệnh về da.